# Sant Andreu de Miralles
Sant Andreu de Miralles és una capella del municipi de Pinós (Solsonès) inclosa a l'Inventari del Patrimoni Arquitectònic de Catalunya.

## Situació
La capella es troba al nord del municipi, no lluny de Su, als fondals de la riera de Matamargó i a un centenar de metres de la masia de Miralles.
Per anar-hi cal prendre un trencall que es troba a la carretera de Cardona a Su, poc més enllà del cap de província(41° 53′ 29″ N, 1° 34′ 33″ E / 41.891525°N,1.575937°E), a un quilòmetre de Su. Està molt ben senyalitzat. La pista, ben arranjada, es dirigeix al sud. Als 750 metres es passa pel davant de la masia de la Serra i als 1,8 km es troba un encreuament. La de l'esquerra porta a Fornells. Per la dreta es va a la capella i a Miralles.

## Descripció

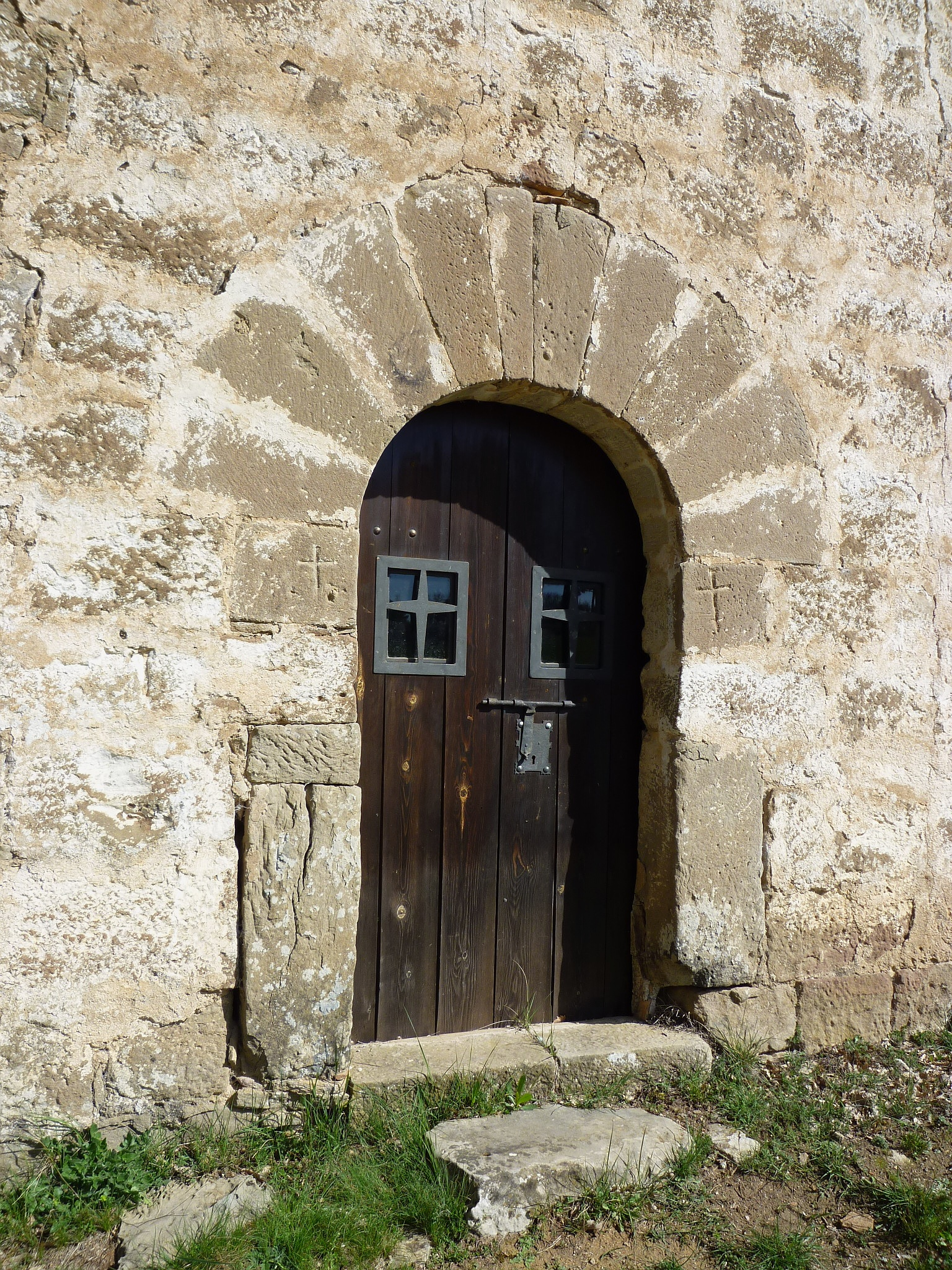
Portal adovellat

Petita capella romànica de planta rectangular, d'una sola nau i orientada nord-sud. Porta lateral a la cara est amb arc de mig punt adovellada. Petita finestra d'espitllera prop de la porta. No té absis. Damunt de la cara sud hi ha un petit campanar d'espadanya.
Construcció: es veu poc perquè ha estat arrebossada; parament de carreus irregulars en filades.